# Ashley Miller (scénariste)
Pour les articles homonymes, voir Miller et Ashley Miller.
Ashley Miller (né le 16 mars 1971  à Windber en  Pennsylvanie) est un scénariste et producteur de télévision américain. Il est surtout connu pour avoir écrit, avec son partenaire Zack Stentz, les scénarios de Thor et de X-Men: First Class.

## Filmographie

### Comme scénariste

#### Cinéma
- 2003 : Cody Banks, agent secret de Harald Zwart
- 2011 : Thor de Kenneth Branagh
- 2011 : X-Men: Le Commencement de Matthew Vaughn
- 2016 : Star Trek : Sans limites de Justin Lin
- 2016 : Geostorm
- 2016 : Power Rangers de Dean Israelite

#### Télévision
- 2003-2005 : Andromeda
- 2003 : La Treizième Dimension
- 2008-2009 : Terminator : Les Chroniques de Sarah Connor

### Comme producteur

#### Télévision
- 2003 : La Treizième Dimension
- 2008-2009 : Terminator : Les Chroniques de Sarah Connor
- 2009-2010 : Fringe